# Miclăușeni (okręg Jassy)
Miclăușeni – wieś w Rumunii, w okręgu Jassy, w gminie Butea. W 2011 roku liczyła 379 mieszkańców.